# Championnats de Belgique d'athlétisme en salle 2017
Les Championnats de Belgique d'athlétisme en salle 2017 toutes catégories se sont tenus le samedi 18 février au Topsporthal Vlaanderen (nl) à Gand.

## Résultats courses

### 60 m
| Rang               | athlète            | Prestation |
| ------------------ | ------------------ | ---------- |
| Médaille d'or      | Robin Vanderbemden | 6 s 7      |
| Médaille d'argent  | Jean-Marie Louis   | 6 s 81     |
| Médaille de bronze | Niels Theijs       | 6 s 91     |

| Rang               | athlète        | Prestation |
| ------------------ | -------------- | ---------- |
| Médaille d'or      | Manon Depuydt  | 7 s 44     |
| Médaille d'argent  | Orphée Depuydt | 7 s 51     |
| Médaille de bronze | Lotte Van Lent | 7 s 67     |

### 200 m
| Rang               | athlète           | Prestation |
| ------------------ | ----------------- | ---------- |
| Médaille d'or      | Christian Iguacel | 21 s 62    |
| Médaille d'argent  | Victor Hofmans    | 21 s 69    |
| Médaille de bronze | Samuel Heymans    | 22 s 56    |

| Rang               | athlète       | Prestation |
| ------------------ | ------------- | ---------- |
| Médaille d'or      | Imke Vervaet  | 24 s 13    |
| Médaille d'argent  | Hanne Claus   | 24 s 22    |
| Médaille de bronze | Shana Vanhaen | 24 s 95    |

### 400 m
| Rang               | athlète          | Prestation |
| ------------------ | ---------------- | ---------- |
| Médaille d'or      | Alexander Doom   | 48 s 21    |
| Médaille d'argent  | Samba Fall       | 48 s 52    |
| Médaille de bronze | Michaël Rossaert | 48 s 61    |

| Rang               | athlète                 | Prestation |
| ------------------ | ----------------------- | ---------- |
| Médaille d'or      | Margo Van Puyvelde (nl) | 53 s 73    |
| Médaille d'argent  | Olivia Borlée           | 54 s 27    |
| Médaille de bronze | Justien Grillet         | 54 s 40    |

### 800 m
| Rang               | athlète         | Prestation    |
| ------------------ | --------------- | ------------- |
| Médaille d'or      | Quentin Kebron  | 1 min 53 s 94 |
| Médaille d'argent  | Victor Benschop | 1 min 53 s 97 |
| Médaille de bronze | Eliott Crestan  | 1 min 54 s 15 |

| Rang               | athlète        | Prestation    |
| ------------------ | -------------- | ------------- |
| Médaille d'or      | Camille Muls   | 2 min 11 s 15 |
| Médaille d'argent  | Céline Roelens | 2 min 13 s 64 |
| Médaille de bronze | Elea Henrard   | 2 min 14 s 88 |

### 1 500 m
| Rang               | athlète          | Prestation    |
| ------------------ | ---------------- | ------------- |
| Médaille d'or      | Dries De Smet    | 3 min 54 s 30 |
| Médaille d'argent  | Joachim Cardillo | 3 min 54 s 35 |
| Médaille de bronze | Kim Ruell        | 3 min 56 s 09 |

| Rang               | athlète                   | Prestation    |
| ------------------ | ------------------------- | ------------- |
| Médaille d'or      | Mathilde Deswaef          | 4 min 35 s 43 |
| Médaille d'argent  | Caroline Baudinet         | 4 min 36 s 47 |
| Médaille de bronze | Marta Alexandra Chylinski | 4 min 37 s 25 |

### 3 000 m
| Rang               | athlète           | Prestation    |
| ------------------ | ----------------- | ------------- |
| Médaille d'or      | Wesley De Kerpel  | 8 min 31 s 39 |
| Médaille d'argent  | Clement Deflandre | 8 min 34 s 66 |
| Médaille de bronze | Corentin Louis    | 8 min 34 s 95 |

### 5 000 m marche/3 000 m marche
| Rang               | athlète            | Prestation     |
| ------------------ | ------------------ | -------------- |
| Médaille d'or      | Peter Van Hove     | 27 min 48 s 20 |
| Médaille d'argent  | Christophe Gontier | 32 min 18 s 85 |
| Médaille de bronze | Tristan Van Hove   | 39 min 7 s 39  |

| Rang               | athlète           | Prestation     |
| ------------------ | ----------------- | -------------- |
| Médaille d'or      | Annelies Sarrazin | 16 min 18 s 24 |
| Médaille d'argent  | Liesbet De Smet   | 16 min 29 s 32 |
| Médaille de bronze | Myriam Nicolas    | 16 min 41 s 12 |

## Résultats obstacles

### 60 m haies
| Rang               | athlète            | Prestation |
| ------------------ | ------------------ | ---------- |
| Médaille d'or      | Dario De Borger    | 7 s 81     |
| Médaille d'argent  | Quentin Ruffacq    | 7 s 89     |
| Médaille de bronze | Damien Broothaerts | 7 s 91     |

| Rang               | athlète          | Prestation |
| ------------------ | ---------------- | ---------- |
| Médaille d'or      | Nafissatou Thiam | 8 s 37     |
| Médaille d'argent  | Sarah Missinne   | 8 s 44     |
| Médaille de bronze | Noor Vidts       | 8 s 50     |

## Résultats sauts

### Saut en longueur
| Rang               | athlète           | Prestation |
| ------------------ | ----------------- | ---------- |
| Médaille d'or      | Corentin Campener | 7,65 m     |
| Médaille d'argent  | Cedric Nolf       | 7,54 m     |
| Médaille de bronze | Björn De Decker   | 7,47 m     |

| Rang               | athlète       | Prestation |
| ------------------ | ------------- | ---------- |
| Médaille d'or      | Hanne Maudens | 6,34 m     |
| Médaille d'argent  | Chloé Laurant | 5,69 m     |
| Médaille de bronze | Eve Willems   | 5,57 m     |

### Triple saut
| Rang               | athlète           | Prestation |
| ------------------ | ----------------- | ---------- |
| Médaille d'or      | Leopold Kapata    | 15,60 m    |
| Médaille d'argent  | Frédéric Xhonneux | 14,67 m    |
| Médaille de bronze | Yves Pausenberger | 14,52 m    |

| Rang               | athlète          | Prestation |
| ------------------ | ---------------- | ---------- |
| Médaille d'or      | Sietske Lenchant | 12,52 m    |
| Médaille d'argent  | Saliyya Guisse   | 12,10 m    |
| Médaille de bronze | Elsa Loureiro    | 11,89 m    |

### Saut en hauteur
| Rang               | athlète           | Prestation |
| ------------------ | ----------------- | ---------- |
| Médaille d'or      | Emile Verdonck    | 2,15 m     |
| Médaille d'argent  | Lois Makena       | 2,13 m     |
| Médaille de bronze | Fabiano Kalandula | 2,10 m     |

| Rang               | athlète           | Prestation |
| ------------------ | ----------------- | ---------- |
| Médaille d'or      | Nafissatou Thiam  | 1,90 m     |
| Médaille d'argent  | Hannelore Desmet  | 1,85 m     |
| Médaille de bronze | Hanne Van Hessche | 1,83 m     |

### Saut à la perche
| Rang               | athlète        | Prestation |
| ------------------ | -------------- | ---------- |
| Médaille d'or      | Arnaud Art     | 5,50 m     |
| Médaille d'argent  | Jorg Vanlierde | 4,90 m     |
| Médaille de bronze | Robin Bodart   | 4,80 m     |

| Rang               | athlète         | Prestation |
| ------------------ | --------------- | ---------- |
| Médaille d'or      | Fanny Smets     | 4,15 m     |
| Médaille d'argent  | Chloé Henry     | 4,10 m     |
| Médaille de bronze | Aurélie De Ryck | 4,05 m     |

## Résultats lancers

### Lancer du poids
| Rang               | athlète        | Prestation |
| ------------------ | -------------- | ---------- |
| Médaille d'or      | Philip Milanov | 17,42 m    |
| Médaille d'argent  | Jarno Wagemans | 16,11 m    |
| Médaille de bronze | Filip Eeckhout | 15,67 m    |

| Rang               | athlète           | Prestation |
| ------------------ | ----------------- | ---------- |
| Médaille d'or      | Jolien Boumkwo    | 15,56 m    |
| Médaille d'argent  | Katelijne Lyssens | 13,84 m    |
| Médaille de bronze | Yoika De Pauw     | 13,65 m    |

## Sources
- Résultats sur le site de la Ligue Belge Francophone d'Athlétisme